# Global Campaign for Education
Global Campaign for Education är en sammanslutning av icke-statliga organisationer med syfte att främja ungdoms- och vuxenutbildning genom forskning och politisk påverkan. 
ideella organisationer, inkluderande internationellt verkande Action Aid, Oxfam, Education International och Global March Against Child Labour samt nationella organisationer i Bangladesh, Brasilien och Sydafrika.